# Itagibá (ort)
Itagibá är en ort i Brasilien.   Den ligger i kommunen Itagibá och delstaten Bahia, i den östra delen av landet, 900 km öster om huvudstaden Brasília. Itagibá ligger 192 meter över havet och antalet invånare är 9 843.
Terrängen runt Itagibá är kuperad åt sydväst, men åt nordost är den platt. Närmaste större samhälle är Ipiaú, 19,9 km nordost om Itagibá.
Omgivningarna runt Itagibá är en mosaik av jordbruksmark och naturlig växtlighet. Runt Itagibá är det glesbefolkat, med 17 invånare per kvadratkilometer.